# Вяянянен, Кари
Ка́ри Кю́ёсти Вя́янянен (фин. Kari Kyösti Väänänen, род. 17 сентября 1953, Инари, Финляндия) — финский актёр, режиссёр и сценарист. Один из постоянных актёров братьев Мики и Аки Каурисмяки. Наиболее известные фильмы с его участием — «Жизнь богемы», «Ленинградские ковбои едут в Америку», «Ночь на Земле» (новелла в Хельсинки).

## Биография
Кари Вяянянен родился в Ивало, в семье пограничника. Вяянянены жили в шатком коттедже в суровых условиях: вода в доме замерзала по ночам. Вскоре у Кари развился перитонит и он попал в больницу в Рованиеми. Болезнь сына вогнала отца в долги, ему пришлось уйти из пограничной службы. Все это стало причиной развода с женой, по итогам которого чудом выживший Кари остался с отцом, а младший брат – с матерью. Поскольку пятилетний старший сын не мог путешествовать вместе с отцом, его отправили в Кемиярви к бабушке и дедушке. Там будущий актёр и провел своё детство, покинув городок лишь в 1968 году.
В двадцатилетнем возрасте Вяянянен поступил в театральное училище в Хельсинки. Начинающий актёр выделялся среди своих сокурсников, ему нередко доверяли важные роли, например, Голлума в постановке «Властелина Колец». В 1978 году вступил в группу Nuorallatanssijan kuolema eli kuinka Pete Q sai siivet (Пит Q или Смерть канатоходца), через которую со временем и познакомился с братьями Каурисмяки.
Активно сниматься в кино начал с 1979 года, за главную роль в фильме «Йон» (1982) был награждён финской национальной премией «Юсси».
После ролей в фильмах Аки Каурисмяки был приглашен  Джимом Джармушем на роль в финскую новеллу в «Ночи на Земле» вместе с Матти Пеллонпяя и Сакари Куосманеном.
В 1997 году фильмом «Vaiennut kylä» («Тихая деревня») дебютировал в качестве режиссёра. Впоследствии снял ещё две картины: «Классика» (2001) и «Мыслитель из Хавукка-ахо» (2009). В 2007-2014 годах на финском телевидении выходил сериал Вяянена Taivaan tulet, в котором он сам исполнил одну из главных ролей. После 4-го сезона Taivaan tulet был закрыт.
В ноябре 2014 года Кари Вяянянен был избран на должность директора городского театра в Рованиеми, в котором выступал на протяжении 38 лет.

## Отзывы
Профессор кафедры скандинавских исследований Вашингтонгского университета Эндрю Нестинген отмечает Кари Вяянянена, наряду с Матти Пеллонпяя, Кати Оутинен, Элиной Сало и Эско Никкари, как актёра, с которым наиболее часто ассоциируется кинематограф Аки Каурисмяки.
Историк кино, критик и режиссёр Питер фон Баг характеризовал Вяянянена как профессионального и разностороннего актёра, способного по необходимости сыграть роли в диапазоне от брутального мужчины до умалишённого или невротика. По словам фон Бага, Вяянянен одинаково хорошо справляется и с эпизодическими, и с главными ролями. В качестве удачного примера последней критик приводит фильм «Вдаль улетают облака», в котором Вяянянен, вынужденный замещать скончавшегося Матти Пеллонпяя, достойно справился с ролью.

## Личная жизнь
Актёр женат третьим браком, от первых двух у него осталось трое детей. Имеет сына от нынешней жены, Тери.

## Избранная фильмография
| Как актёр - 1980 - Teatterituokio (сериал) — Mиехия - 1983 - Йон — Йон - 1984 - Клан – история семейства Саммако — Лииви Саммакко - 1985 - Союз Каламари — Франк - 1985 - Россо — Россо - 1987 - Гамлет идёт в бизнес — Лаэрт (Лаури), сын Полония - 1989 - Ленинградские ковбои едут в Америку — Игорь - 1991 - Ночь на Земле — пассажир в Хельсинки - 1992 - Жизнь богемы — Шонар, композитор - 1992 - Хоббиты — Конкари / Смегол - 1994 - Ленинградские ковбои встречают Моисея — Игорь - 1996 - Вдаль уплывают облака — Лаури Копонен, водитель трамвая - 1999 - Сорок первый год: Противостояние — капрал Тауно Сникер - 2005 - Звёздная муть — президент Ульянов - 2007-2014 - Taivaan tulet — Кауко Юнни - 2019 - Mestari Cheng — Ромппайнен Как режиссёр - Тихая деревня (Vaiennut kylä, 1997) - Классика (Klassikko, 2001) - Мыслитель из Хавукка-ахо (Havukka-ahon ajattelija, 2009) |